# Amy's Choice
"Amy's Choice" (intitulado "A Escolha de Amy" no Brasil) é o sétimo episódio da quinta temporada da série de ficção científica britânica Doctor Who, transmitido originalmente através da BBC One e BBC HD em 15 de maio de 2010. Foi escrito por Simon Nye e dirigido por Catherine Morshead.
No episódio, o Doutor, um alienígena viajante do tempo interpretado por Matt Smith, e seus acompanhantes, Amy Pond (Karen Gillan), e o noivo dela, Rory Williams (Arthur Darvill), caem em uma armadilha do misterioso "Senhor dos Sonhos" (Toby Jones), em que eles repetidamente adormecem e acordaram em uma realidade diferente. Em um deles, Amy e Rory estão felizes casados, mas são perseguidos por idosos possuídos por alienígenas, enquanto em outro estão a bordo da máquina do tempo do Doutor, a TARDIS, onde eles estão aos poucos sendo congelados por uma estrela gelada. Eles devem decidir qual é real e morrer no sonho, para só assim acordarem e escaparem da armadilha.
Nye escreveu o episódio para explorar e testar as relações de Amy com o Doutor e Rory. O showrunner da série, Steven Moffat, sugeriu que o roteirista, normalmente autor de comédias, construísse a história em torno de um conceito de sonhos divididos e encorajou-o a criar um novo "monstro", então Nye introduziu os idosos alienígenas da casa de repouso. As cenas dos sonhos de Amy e Rory na vila foram filmadas em Skenfrith, País de Gales com o uso de CGI e próteses. Foi visto por 7,55 milhões de telespectadores e recebeu opiniões geralmente positivas dos críticos, que elogiaram principalmente o surrealismo do episódio. Apesar de também ser considerado um dos roteiros mais fortes da temporada, alguns revisores consideraram o horror e os monstros insatisfatórios para a história.

## Enredo
O Doutor, Amy e Rory se vêem oscilando entre duas realidades, adormecendo ao som do canto dos pássaros em um e acordando no outro. Na primeira realidade, Amy e Rory pararam de viajar com o Doutor cinco anos antes e estão felizes casados em Leadworth. Eles são perseguidos pelos Eknodine, uma raça alienígena que se disfarçou como os idosos da cidade. Na outra realidade, eles estão presos na impotente TARDIS, deslocando-se em direção a uma estrela gelada que os matará. Durante uma de suas experiências na realidade da nave, eles são recebidos pelo "Senhor dos Sonhos", uma aparição que lhes diz que criou uma realidade onírica em contraste com sua realidade atual. Os três devem determinar qual é o sonho e se matar nela para retornar à outra realidade. No entanto, se escolherem errado, serão mortos em ambas.
O Senhor dos Sonhos mantém Amy acordada na realidade da TARDIS enquanto o Doutor e Rory dormem e retornam à de Leadworth. O Senhor dos Sonhos questiona Amy sobre quem ela escolheria entre Rory e o Doutor. Ele afirma que ela deve escolher entre os mundos; um leva a uma vida de casada pacífica com Rory enquanto o outro leva à aventura e emoção com o Doutor. Amy retorna a Leadworth e se junta a Rory na defesa de sua casa contra os Eknodine, enquanto o Doutor tenta resgatar pessoas de Leadworth em uma Kombi. Quando um Eknodine mata Rory, Amy decide que está disposta a arriscar sua própria vida pela chance de vê-lo novamente e conclui que a realidade de Leadworth é falsa. Ela e o Doutor dirigem a Kombi para dentro da casa e o três acordam novamente na TARDIS, que o Senhor dos Sonhos reativa. Após a partida deste, Amy e Rory ficam surpresos quando o Doutor direciona a TARDIS para a autodestruição.
Os três acordam de novo na TARDIS, já fora de perigo. O Doutor percebe que ambas as realidades eram falsas, já que o Senhor dos Sonhos não tinha poder sobre o mundo real e era uma manifestação de seu lado mais sombrio. Os três foram influenciados pelo pólen psíquico que havia caído no rotor do tempo da TARDIS e aquecido, criando o Senhor dos Sonhos e as falsas realidades. Amy diz a Rory que não quer viver sem ele, e o trio se prepara para embarcar em mais uma aventura.

### Continuidade
O Senhor dos Sonhos descreve o Doutor sarcasticamente como "A Tempestade que se Aproxima", um nome cunhado pelo seus arqui-inimigos, os Daleks, sendo mencionado pela primeira vez no romance do Sétimo Doutor Love and War e subsequentemente no episódio "The Parting of the Ways", onde foi atribuído aos Daleks.  Ele também diz ao Doutor: "Você provavelmente é vegetariano!" em um açougue, referindo-se ao serial The Two Doctors (1985), em que o Sexto Doutor anunciou que ele e Peri teriam uma dieta vegetariana a partir daquele momento. O Senhor dos Sonhos também provoca o relacionamento do Doutor com Elizabeth I. Isso começou em "The Shakespeare Code", onde a rainha desejou decapitar o Décimo Doutor e continuou em "The End of Time", que aludiu à possibilidade de os dois se casarem, o que foi retratado três anos depois em "The Day of the Doctor".

## Produção

### Roteiro
"Fui mais influenciado pelos meus próprios sonhos, que não são muito frequentes e, infelizmente, normalmente não são muito úteis no meu trabalho criativo! Na minha vida mundana de comédia, a última coisa que você quer são momentos completamente surreais. Tive esses momentos, principalmente ao acordar, em que você pensa 'Isso foi real ou foi um sonho?' Doctor Who brinca com níveis de realidade e universos alternativos e o mundo dos sonhos é uma espécie de universo alternativo e o mais interessante para ser uma distorção ou embelezamento de nossas próprias vidas despertas. E o Doutor, sendo tão inconstante e cheio de pensamentos e inteligência, sua vida de sonhos é particularmente interessante e rica. Ele está particularmente assustado com a ideia de que deveria dormir, negando que esse seja o tipo de coisa que ele faz - ele tem muito o que fazer e está muito ligado. Ele fica nervoso com a ideia de sonhar."

Simon Nye
"Amy Choice" foi escrito por Simon Nye, que é conhecido por escrever o seriado Men Behaving Badly. Nye assistiu a leituras de roteiro de episódios anteriores para capturar o personagem e a "voz" do Doutor e Amy. Ele admitiu ter se contido na mudança da comédia para a ficção científica, mas disse que foi "divertido" e "extremamente libertador". O showrunner da série, Steven Moffat, originalmente deu a Nye a premissa do episódio para que ele se encaixasse no arco da temporada, que desafiaria o relacionamento do Doutor e Amy. O roteirista afirma que a cena da "morte" de Rory é essencialmente onde Amy percebe seus sentimentos por ele. Nye queria provar que Amy realmente amava Rory e que ele "não era apenas um namorado ou noivo sem importância".
Moffat sugeriu a ideia da divisão do sonho para Nye, que também foi influenciado por seus próprios sonhos, que às vezes se perguntava se eram reais. Nye acreditava que o mundo dos sonhos era consistente com outros universos alternativos dentro de Doctor Who. Moffat também instruiu-o a inventar um monstro, que escolheu os idosos possuídos pelos Eknodine, refletindo seu próprio medo de pessoas mais velhas quando criança, mas deixou claro que não pretendia deixar as crianças com medo de seus avós.

### Filmagem e efeitos
"Amy's Choice" foi o último episódio da quinta temporada a ser filmado e sua edição terminou na semana em que foi exibido. A leitura do roteiro ocorreu em 17 de fevereiro de 2010 no Upper Boat Studios junto com o episódio onze, marcando as duas últimas leituras da temporada. As sequências de sonho que acontecem na cidade fictícia de Upper Leadworth foram filmadas em Skenfrith, País de Gales.
Karen Gillan teve que usar uma prótese de látex no estômago para as cenas que mostravam Amy grávida. Ela afirmou que isso a fez se sentir mais madura e agir ridiculamente e citou o momento como sua parte favorita das filmagens da temporada. Arthur Darvill usou uma peruca para fazer um Rory mais envelhecido, que foi aparada para parecer "mais masculina" e puxada para trás em um rabo de cavalo. Os Eknodine foram construídos em CGI e as cenas eram filmadas com os atores abrindo a boca. A cena em que Rory atinge a Sra. Hamil, controlada por um Eknodine, com um pedaço de madeira, foi filmada primeiro com Darvill errando a atriz Joan Linder e depois novamente com o dublê de Linder, a quem ele foi autorizado a acertar. Havia apenas um adereço para a madeira, mas todas as cenas necessárias foram completadas antes que Darvill a quebrasse acidentalmente.

## Transmissão e recepção
"Amy's Choice" foi transmitido pela primeira vez no Reino Unido na BBC One no sábado, 15 de maio de 2010, das 18h25 às 19h10. Nos Estados Unidos, foi exibido na BBC America em 5 de junho de 2010. No Reino Unido, a audiência preliminar do episódio durante a noite de estreia foi de 6,2 milhões de pessoas; 5,9 milhões na BBC One e 0,3 milhões na BBC HD. Com base nestes números estimados, a audiência foi praticamente a mesma da semana anterior. Quando a audiência final foi calculada, os espectadores na BBC One aumentaram para 7,063 milhões, sendo o sexto programa mais visto da semana, acumulando ainda 485 000 telespectadores na BBC HD, sendo o programa mais visto da semana naquele canal. Isso elevou a audiência final consolidada de "Amy's Choice" para 7,55 milhões de telespectadores. O episódio também recebeu um Índice de Apreciação do público de 84.
O episódio foi lançado na Região 2 em formato DVD e Blu-ray com os dois episódios seguintes, "The Hungry Earth" e "Cold Blood", em 2 de agosto de 2010. Foi então relançado como parte da coleção completa da quinta temporada em 8 de novembro de 2010.

### Recepção crítica

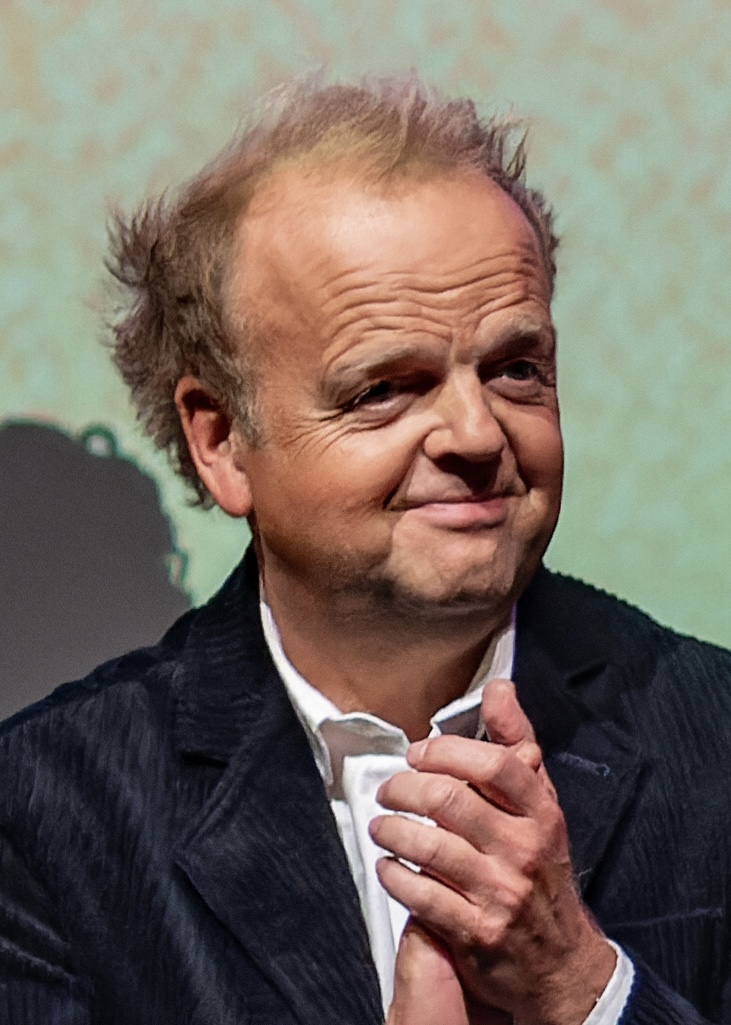
A atuação de Toby Jones no episódio foi elogiada.

"Amy's Choice" recebeu críticas mistas dos avaliadores. Gavin Fuller, escrevendo para o The Daily Telegraph, foi positivo sobre o episódio, chamando-o de "provavelmente o roteiro mais forte que tivemos este ano, repleto de bons diálogos". Ele acrescentou: "O conceito de alienígenas que habitavam pessoas idosas e os tornava psicóticos foi espirituosamente realizado, especialmente a visão bizarra deles sitiando a casa de Amy e Rory com utensílios domésticos e de jardinagem". Ele concluiu que "era uma daquelas histórias que você só encontraria em Doctor Who, e mostra mais uma vez que a série pode proporcionar um drama genuinamente interessante e instigante juntamente com fortes emoções".
Matt Wales, da IGN, avaliou o episódio com 8,5 de 10 e o descreveu como "surreal, fantástico, intrigante, espirituoso, emocional e, às vezes, genuinamente perturbador". Ao contrário de Martin, ele disse que foi "impressionante o suficiente para andar sozinho" e fez um "episódio rápido e interessante de 45 minutos". No entanto, ele criticou o final por ter sido "atenuado de forma tão rápida" e achou difícil acreditar em Upper Leadworth. Keith Phipps, escrevendo no The A.V. Club, classificou o episódio com uma nota "B" e afirmou que era um episódio sólido "no que tem sido uma temporada geralmente ótima de Doctor Who". Ele elogiou o desempenho de Toby Jones como o Senhor dos Sonhos, dizendo que "em mãos menos hábeis, ele poderia ter saído como uma versão copiada do Q de Star Trek, mas Jones faz a parte dele". No entanto, ele achou que sua fraqueza era o ritmo e "os caras maus da casa de repouso, que acabam parecendo uma variação geriátrica, e não tão assustadora, sobre os costumeiros zumbis trôpegos".
Daniel Martin, falando sobre o episódio para o The Guardian, descreveu-o  como "pelo menos parcialmente bem-sucedido". Ele elogiou o desempenho de Karen Gillan, dizendo que ela "é capaz de mais do que frases curtas e comédia física - e traz algo aos seus olhos também". No entanto, ele achava que o episódio carecia de ideias e histórias normalmente encontradas no programa e criticou o diálogo no estilo sitcom. Patrick Mulkern, escrevendo para a Radio Times, ficou "claramente desapontado", comparando-o a "um dos episódios mais decepcionantes de The Sarah Jane Adventures". Ele particularmente não gostou da demonização das pessoas idosas. Ao assistir novamente, no entanto, embora as "queixas anteriores" permanecessem, ele apreciou um pouco da música de fundo "mais moderada" de Murray Gold, a "estrutura rígida e várias falas divertidas" do roteiro e "a percepção de que, pela primeira vez, o Doutor está viajando com um casal apaixonado".
Jordan Farley, da SFX Magazine, deu ao episódio 3,5 de 5 estrelas, dizendo que a direção "nunca atingiu o equilíbrio entre o humor absurdo e o pesadelo sinistro" e a câmera era "um pouco chata" com um ângulo estranho. Ele estava descontente com a descoberta de que tudo tinha sido uma alucinação e afirmou que a morte de Rory e outros exemplos de horror "nunca chocam da maneira que você poderia esperar". No entanto, ele elogiou Smith por estar "em ótima forma" enquanto retratava os traços mais esquisitos do Doutor, considerando que Gillan e Darvill estavam "rapidamente se tornando o casal mais simpático da história de Doctor Who", e disse que Jones era "muito divertido de se assistir" apesar de não parecer ser completamente o lado obscuro do Doutor.